# Serhij Rebrov
Serhij Stanislavovyč Rebrov (in ucraino Сергій Станіславович Ребров?; Horlivka, 3 giugno 1974) è un allenatore di calcio ed ex calciatore ucraino, di ruolo attaccante, commissario tecnico della nazionale ucraina.
È primatista di gol (31) della Dynamo Kyïv nelle competizioni UEFA per club.

## Carriera

### Giocatore

#### Club

Rebrov (a destra) in azione alla Dynamo Kyïv nel 1999, affrontato dal laziale Nesta.

Nato calcisticamente nello Šakhtar Donec'k, con il quale esordisce nel 1990 nella massima serie ucraina (a 16 anni), segna 10 reti nella stagione 1992. Nella stagione 1992-1993 è acquistato dai rivali della Dynamo Kyïv, con i quali si afferma a livello europeo. Gioca 8 stagioni nel club (vincendo 8 campionati consecutivi e 6 Coppe d'Ucraina), segnando 139 gol (media di 17 gol a stagione) e vincendo la classifica marcatori 1997-1998.
In UEFA Champions League realizza 26 gol in 42 partite (di cui 8 più 2 nei preliminari della stagione 1999-2000, in cui è capocannoniere della competizione) facendo coppia in attacco con Andrij Ševčenko dal 1994 fino al 1999, anno in cui quest'ultimo passa al Milan.  L'anno dopo Rebrov si trasferisce al club inglese del Tottenham per 16,3 milioni di euro, realizzando al suo primo anno 12 gol complessivi (miglior marcatore stagionale della squadra).
Rimane per due stagioni senza però riuscire a imporsi a pieno. Nel 2002 viene ceduto in prestito per due anni al Fenerbahçe, dove segna solo 5 reti vincendo però il campionato nel suo secondo anno in Turchia. Nel 2004, alla scadenza del contratto con il Tottenham, passa al West Ham firmando un contratto annuale, segnando appena 2 gol (di cui uno nella coppa nazionale).
Nel 2005 da svincolato ritorna nella squadra che lo ha fatto affermare a livello continentale, la Dynamo Kyïv, dopo 5 anni tra Inghilterra e Turchia. Nella stagione 2005-2006 mette a segno 14 gol e nella stagione 2007-2008 diventa capitano della squadra. In 3 anni vince un campionato, 2 coppe d'Ucraina e 2 supercoppe d'Ucraina, diventando il miglior realizzatore di sempre del campionato ucraino con 123 gol e il secondo miglior marcatore nella storia della squadra di Kiev.
A marzo 2008 si accorda con la squadra russa del Rubin, con cui vince il primo e il secondo campionato russo nella storia del club. Il 9 luglio 2009, ritorna in patria in Ucraina, di nuovo a Kiev, però all'altra compagine calcistica della capitale ucraina, l'Arsenal Kyïv. Il 20 luglio 2009, all'età di 35 anni, senza aver giocato alcuna partita con il suo nuovo club, si ritira dal calcio giocato e decide di intraprendere la carriera di allenatore.

#### Nazionale
Ha esordito nella nazionale maggiore nel 1992 diventando a 18 anni e 24 giorni il più giovane esordiente di sempre della sua nazione. Nel 1996 contro l'Irlanda del nord ha realizzato il suo primo gol. Ha partecipato al campionato del mondo 2006, dove ha segnato un gol con un tiro dalla distanza contro l'Arabia Saudita nella partita terminata 4-0 per la sua nazionale. Conta 75 presenze con 15 gol messi a segno in nazionale; al momento del ritiro dall'attività agonistica era il quarto giocatore con più presenze e il secondo con più gol in nazionale.

### Allenatore

#### Dinamo Kiev

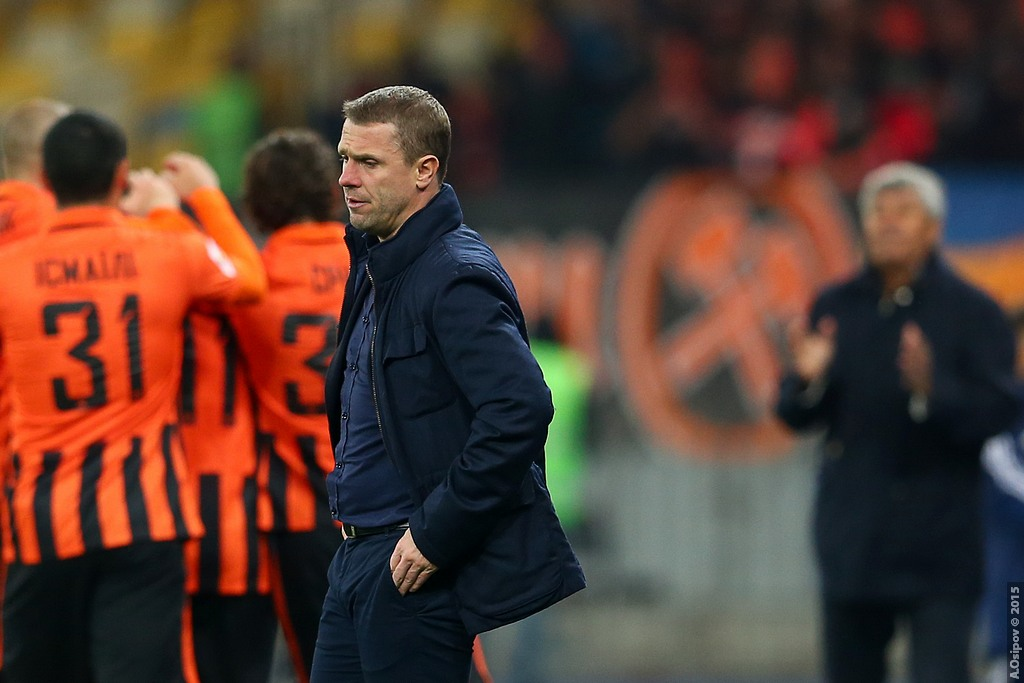
Rebrov allenatore della Dinamo Kiev nel 2015

Il 17 aprile 2014, dopo l'esonero di Oleg Blochin, viene nominato allenatore a interim della Dinamo Kiev, di cui era già vice. Il 20 maggio seguente, con la vittoria in coppa d'Ucraina, viene confermato in panchina. L'anno successivo vince il campionato nazionale dopo sei anni dal precedente, e il 5 giugno 2015 vince anche la coppa d'Ucraina per il secondo anno consecutivo in finale contro lo Šachtar; in Europa league, dopo aver aver passato il girone ed aver eliminato Guingamp e Everton ai sedicesimi e ottavi, viene eliminato ai quarti di finale contro la Fiorentina.
Nella stagione 2015-2016 si riconferma campione in campionato, in Champions League passa il girone al secondo posto davanti ai portoghesi del Porto e alle spalle del Chelsea, venendo successivamente eliminato agli ottavi dal Manchester City. Al termine della stagione 2016-17, conclusasi con la vittoria della supercoppa ucraina, un secondo posto e la finale di coppa d'ucraina persa contro lo Shakhtar, lascia il club.

#### Al-Ahli, Ferencváros e Al-Ain
Il 22 giugno 2017 viene nominato tecnico della squadra saudita dell'Al-Ahli. Esordisce nella prima partita di campionato persa per 2-1 dall’Al-Ettifaq. Viene eliminato ai quarti di finale della Champions League asiatica 2017 dal Persepolis e in semifinale nella Coppa dei campioni saudita dall’Al-Faisaly per 1-0. Il 19 aprile 2018 nonostante abbia superato la fase a gironi della Champions League asiatica 2018 al primo posto e ha condotto la squadra al secondo posto in campionato a un punto dalla capolista viene esonerato.
A seguito dell'esonero di Thomas Doll, dal Ferencváros, il 22 agosto 2018 viene nominato allenatore della squadra. Durante la sua prima stagione in Ungheria, il club biancoverde diventa campione d'Ungheria per la 30ª volta – diventa la prima squadra ungherese a fregiarsi della terza stella – e ottiene inoltre la qualificazione, per la stagione successiva, al primo turno preliminare della UEFA Champions League 2019-2020. Dopo aver superato con un risultato totale di 5-3 i bulgari del Ludogorets, e il Valletta FC, sconfitto con il risultato totale di 4-2, si qualifica al terzo turno preliminare da giocare contro la Dinamo Zagabria: nonostante l'andata a Zagabria finisca 1-1, il Ferencváros si deve arrendere ai croati, che vincono per 4-0 come ospiti della formazione ungherese. Dopo tale sconfitta la squadra viene ripescata in Europa League 2019-2020, superando agli spareggi i lituani del Suduva ma venendo eliminato nella fase a gironi alle spalle di Espanyol e Ludogorec. Nella sua terza stagione alla guida del club ungherese, nella UEFA Champions League 2020-2021 dopo aver eliminato Djurgården, Celtic, Dinamo Zagabria e Molde nei turni preliminari, arriva quarto in un probante girone con Juventus, Barcellona e la sua ex squadra della Dinamo Kiev. Conclude l'esperienza ungherese il 4 giugno 2021, con tre titoli nazionali vinti in tre anni.
L’8 giugno 2021 firma per il club emiratino dell'Al-Ain, che nel 2021-2022 guida alla vittoria di campionato e Coppa di Lega. Termina il suo contratto con l'Al Ain il 6 giugno 2023, a seguito del secondo posto in campionato e della finale di coppa di lega persa contro lo Sharjah.

#### Nazionale ucraina
Il 7 giugno 2023 viene ufficializzato il suo passaggio alla guida della nazionale ucraina. Nelle qualificazioni al campionato d'Europa 2024 arriva terzo nel girone, a pari punti con l'Italia e alle spalle dell'Inghilterra, con 4 vittorie, 2 pareggi e una sconfitta in 7 partite, qualificandosi per i play-off: qui vince entrambi i match 2-1, contro la Bosnia ed Erzegovina in semifinale e contro l'Islanda in finale, portando la sua nazionale alla fase finale in Germania.

## Statistiche

### Presenze e reti nei club
| Stagione               | Squadra                | Campionato             | Campionato | Campionato | Coppe nazionali | Coppe nazionali | Coppe nazionali | Coppe continentali | Coppe continentali | Coppe continentali | Altre competizioni | Altre competizioni | Altre competizioni | Totale | Totale |
| Stagione               | Squadra                | Comp                   | Pres       | Reti       | Comp            | Pres            | Reti            | Comp               | Pres               | Reti               | Comp               | Pres               | Reti               | Pres   | Reti   |
| ---------------------- | ---------------------- | ---------------------- | ---------- | ---------- | --------------- | --------------- | --------------- | ------------------ | ------------------ | ------------------ | ------------------ | ------------------ | ------------------ | ------ | ------ |
| 1991                   | Šachtar                | -                      | 7          | 2          | -               | 3               | 1               | -                  | -                  | -                  | -                  | -                  | -                  | 10     | 3      |
| 1991-1993              | Šachtar                | -                      | 19         | 10         | -               | 6               | 1               | -                  | -                  | -                  | -                  | -                  | -                  | 25     | 11     |
| Totale Šachtar Donec'k | Totale Šachtar Donec'k | Totale Šachtar Donec'k | 26         | 12         |                 | 9               | 2               |                    | -                  | -                  |                    | -                  | -                  | 35     | 14     |
| 1992-93                | Dinamo Kiev            | 23                     | 5          | 6          | 2               | 2               | 0               | 0                  | 0                  | 31                 | 7                  |                    |                    |        |        |
| 1993-94                | Dinamo Kiev            | 10                     | 2          | 1          | 0               | 2               | 1               | 0                  | 0                  | 13                 | 3                  |                    |                    |        |        |
| 1994-95                | Dinamo Kiev            | 24                     | 8          | 6          | 1               | 7               | 1               | 0                  | 0                  | 37                 | 10                 |                    |                    |        |        |
| 1995-96                | Dinamo Kiev            | 31                     | 9          | 5          | 1               | 2               | 0               | 0                  | 0                  | 38                 | 10                 |                    |                    |        |        |
| 1996-97                | Dinamo Kiev            | 30                     | 20         | 1          | 0               | 4               | 0               | 0                  | 0                  | 35                 | 20                 |                    |                    |        |        |
| 1997-98                | Dinamo Kiev            | 29                     | 22         | 7          | 7               | 12              | 8               | 0                  | 0                  | 48                 | 37                 |                    |                    |        |        |
| 1998-99                | Dinamo Kiev            | 22                     | 9          | 5          | 5               | 14              | 8               | 0                  | 0                  | 41                 | 22                 |                    |                    |        |        |
| 1999-00                | Dinamo Kiev            | 20                     | 18         | 4          | 2               | 16              | 10              | 0                  | 0                  | 40                 | 30                 |                    |                    |        |        |
| 2000-01                | Tottenham              | 29                     | 9          | 5          | 3               | 0               | 0               | 2                  | 0                  | 36                 | 12                 |                    |                    |        |        |
| 2001-02                | Tottenham              | 30                     | 1          | 3          | 0               | 0               | 0               | 6                  | 2                  | 39                 | 3                  |                    |                    |        |        |
| Totale Tottenham       | Totale Tottenham       | 59                     | 10         | 8          | 3               | 0               | 0               | 8                  | 2                  | 75                 | 15                 |                    |                    |        |        |
| 2002-03                | Fenerbahçe             | 13                     | 2          | 0          | 0               | 0               | 0               | 0                  | 0                  | 13                 | 2                  |                    |                    |        |        |
| 2003-04                | Fenerbahçe             | 25                     | 2          | 3          | 1               | 0               | 0               | 0                  | 0                  | 28                 | 3                  |                    |                    |        |        |
| Totale Fenerbahçe      | Totale Fenerbahçe      | 38                     | 4          | 3          | 1               | 0               | 0               | 0                  | 0                  | 41                 | 5                  |                    |                    |        |        |
| 2004-05                | West Ham Utd           | 27                     | 1          | 6          | 1               | 0               | 0               | 0                  | 0                  | 33                 | 2                  |                    |                    |        |        |
| Totale West Ham        | Totale West Ham        | 27                     | 1          | 6          | 1               | 0               | 0               | 0                  | 0                  | 33                 | 2                  |                    |                    |        |        |
| 2005-06                | Dinamo Kiev            | 27                     | 13         | 5          | 1               | 1               | 0               | 1                  | 0                  | 34                 | 14                 |                    |                    |        |        |
| 2006-07                | Dinamo Kiev            | 17                     | 6          | 2          | 0               | 7               | 2               | 1                  | 0                  | 27                 | 8                  |                    |                    |        |        |
| 2007-08                | Dinamo Kiev            | 9                      | 1          | 2          | 0               | 5               | 1               | 0                  | 0                  | 16                 | 2                  |                    |                    |        |        |
| Totale Dinamo Kiev     | Totale Dinamo Kiev     | 242                    | 113        | 44         | 19              | 72              | 31              | 2                  | 0                  | 360                | 163                |                    |                    |        |        |
| 2008                   | Rubin                  | 24                     | 5          | 1          | 0               | 0               | 0               | 0                  | 0                  | 25                 | 5                  |                    |                    |        |        |
| 2009                   | Rubin                  | 7                      | 0          | 0          | 0               | 0               | 0               | 1                  | 0                  | 8                  | 0                  |                    |                    |        |        |
| Totale Rubin Kazan'    | Totale Rubin Kazan'    | 31                     | 5          | 1          | 0               | 0               | 0               | 1                  | 0                  | 31                 | 5                  |                    |                    |        |        |
| 2009-10                | Arsenal Kiev           | 0                      | 0          | 0          | 0               | 0               | 0               | 0                  | 0                  | 0                  | 0                  |                    |                    |        |        |
| Totale Arsenal Kiev    | Totale Arsenal Kiev    | 0                      | 0          | 0          | 0               | 0               | 0               | 0                  | 0                  | 0                  | 0                  |                    |                    |        |        |
| Totale di carriera     | Totale di carriera     | 423                    | 145        | 71         | 26              | 72              | 31              | 11                 | 2                  | 577                | 204                |                    |                    |        |        |

### Cronologia presenze e reti in nazionale
| Cronologia completa delle presenze e delle reti in nazionale ― Ucraina | Cronologia completa delle presenze e delle reti in nazionale ― Ucraina | Cronologia completa delle presenze e delle reti in nazionale ― Ucraina | Cronologia completa delle presenze e delle reti in nazionale ― Ucraina | Cronologia completa delle presenze e delle reti in nazionale ― Ucraina | Cronologia completa delle presenze e delle reti in nazionale ― Ucraina | Cronologia completa delle presenze e delle reti in nazionale ― Ucraina | Cronologia completa delle presenze e delle reti in nazionale ― Ucraina |
| Data                                                                   | Città                                                                  | In casa                                                                | Risultato                                                              | Ospiti                                                                 | Competizione                                                           | Reti                                                                   | Note                                                                   |
| ---------------------------------------------------------------------- | ---------------------------------------------------------------------- | ---------------------------------------------------------------------- | ---------------------------------------------------------------------- | ---------------------------------------------------------------------- | ---------------------------------------------------------------------- | ---------------------------------------------------------------------- | ---------------------------------------------------------------------- |
| 27-6-1992                                                              | Piscataway                                                             | Stati Uniti                                                            | 0 – 0                                                                  | Ucraina                                                                | Amichevole                                                             | -                                                                      | 76’                                                                    |
| 16-10-1993                                                             | High Point                                                             | Stati Uniti                                                            | 1 – 2                                                                  | Ucraina                                                                | Amichevole                                                             | -                                                                      | 46’                                                                    |
| 20-10-1993                                                             | San Diego                                                              | Messico                                                                | 2 – 1                                                                  | Ucraina                                                                | Amichevole                                                             | -                                                                      | 46’                                                                    |
| 23-10-1993                                                             | Betlehem                                                               | Stati Uniti                                                            | 0 – 1                                                                  | Ucraina                                                                | Amichevole                                                             | -                                                                      | 46’                                                                    |
| 1-5-1996                                                               | Samsun                                                                 | Turchia                                                                | 3 – 2                                                                  | Ucraina                                                                | Amichevole                                                             | -                                                                      | 69’                                                                    |
| 13-8-1996                                                              | Kiev                                                                   | Ucraina                                                                | 5 – 2                                                                  | Lituania                                                               | Amichevole                                                             | -                                                                      | 60’                                                                    |
| 31-8-1996                                                              | Belfast                                                                | Irlanda del Nord                                                       | 0 – 1                                                                  | Ucraina                                                                | Qual. Mondiali 1998                                                    | 1                                                                      | 46’                                                                    |
| 5-10-1996                                                              | Kiev                                                                   | Ucraina                                                                | 2 – 1                                                                  | Portogallo                                                             | Qual. Mondiali 1998                                                    | -                                                                      | 76’                                                                    |
| 9-11-1996                                                              | Porto                                                                  | Portogallo                                                             | 1 – 0                                                                  | Ucraina                                                                | Qual. Mondiali 1998                                                    | -                                                                      |                                                                        |
| 23-3-1997                                                              | Kiev                                                                   | Ucraina                                                                | 1 – 0                                                                  | Moldavia                                                               | Amichevole                                                             | 1                                                                      | 46’                                                                    |
| 29-3-1997                                                              | Granada                                                                | Albania                                                                | 0 – 1                                                                  | Ucraina                                                                | Qual. Mondiali 1998                                                    | 1                                                                      |                                                                        |
| 2-4-1997                                                               | Kiev                                                                   | Ucraina                                                                | 2 – 1                                                                  | Irlanda del Nord                                                       | Qual. Mondiali 1998                                                    | -                                                                      |                                                                        |
| 30-4-1997                                                              | Brema                                                                  | Germania                                                               | 2 – 0                                                                  | Ucraina                                                                | Qual. Mondiali 1998                                                    | -                                                                      |                                                                        |
| 7-5-1997                                                               | Kiev                                                                   | Ucraina                                                                | 1 – 1                                                                  | Armenia                                                                | Qual. Mondiali 1998                                                    | -                                                                      | 81’                                                                    |
| 7-6-1997                                                               | Kiev                                                                   | Ucraina                                                                | 0 – 0                                                                  | Germania                                                               | Qual. Mondiali 1998                                                    | -                                                                      | 55’                                                                    |
| 20-8-1997                                                              | Kiev                                                                   | Ucraina                                                                | 1 – 0                                                                  | Albania                                                                | Qual. Mondiali 1998                                                    | 1                                                                      | 90’                                                                    |
| 11-10-1997                                                             | Erevan                                                                 | Armenia                                                                | 0 – 2                                                                  | Ucraina                                                                | Qual. Mondiali 1998                                                    | -                                                                      |                                                                        |
| 29-10-1997                                                             | Zagabria                                                               | Croazia                                                                | 2 – 0                                                                  | Ucraina                                                                | Qual. Mondiali 1998                                                    | -                                                                      |                                                                        |
| 15-11-1997                                                             | Kiev                                                                   | Ucraina                                                                | 1 – 1                                                                  | Croazia                                                                | Qual. Mondiali 1998                                                    | -                                                                      |                                                                        |
| 15-7-1998                                                              | Kiev                                                                   | Ucraina                                                                | 1 – 2                                                                  | Polonia                                                                | Amichevole                                                             | -                                                                      | 46’                                                                    |
| 19-8-1998                                                              | Kiev                                                                   | Ucraina                                                                | 4 – 0                                                                  | Georgia                                                                | Amichevole                                                             | 2                                                                      | 78’                                                                    |
| 5-9-1998                                                               | Kiev                                                                   | Ucraina                                                                | 3 – 2                                                                  | Russia                                                                 | Qual. Euro 2000                                                        | 1                                                                      |                                                                        |
| 10-10-1998                                                             | Andorra la Vella                                                       | Andorra                                                                | 0 – 2                                                                  | Ucraina                                                                | Qual. Euro 2000                                                        | 1                                                                      |                                                                        |
| 14-10-1998                                                             | Kiev                                                                   | Ucraina                                                                | 2 – 0                                                                  | Armenia                                                                | Qual. Euro 2000                                                        | -                                                                      |                                                                        |
| 27-3-1999                                                              | Saint-Denis                                                            | Francia                                                                | 0 – 0                                                                  | Ucraina                                                                | Qual. Euro 2000                                                        | -                                                                      |                                                                        |
| 31-3-1999                                                              | Kiev                                                                   | Ucraina                                                                | 1 – 1                                                                  | Islanda                                                                | Qual. Euro 2000                                                        | -                                                                      |                                                                        |
| 5-6-1999                                                               | Kiev                                                                   | Ucraina                                                                | 4 – 0                                                                  | Andorra                                                                | Qual. Euro 2000                                                        | 1                                                                      |                                                                        |
| 9-6-1999                                                               | Erevan                                                                 | Armenia                                                                | 0 – 0                                                                  | Ucraina                                                                | Qual. Euro 2000                                                        | -                                                                      | 71’                                                                    |
| 18-8-1999                                                              | Kiev                                                                   | Ucraina                                                                | 1 – 1                                                                  | Bulgaria                                                               | Amichevole                                                             | 1                                                                      |                                                                        |
| 4-9-1999                                                               | Kiev                                                                   | Ucraina                                                                | 0 – 0                                                                  | Francia                                                                | Qual. Euro 2000                                                        | -                                                                      |                                                                        |
| 8-9-1999                                                               | Reykjavík                                                              | Islanda                                                                | 0 – 1                                                                  | Ucraina                                                                | Qual. Euro 2000                                                        | 1                                                                      |                                                                        |
| 9-10-1999                                                              | Mosca                                                                  | Russia                                                                 | 1 – 1                                                                  | Ucraina                                                                | Qual. Euro 2000                                                        | -                                                                      |                                                                        |
| 13-11-1999                                                             | Lubiana                                                                | Slovenia                                                               | 2 – 1                                                                  | Ucraina                                                                | Qual. Euro 2000                                                        | -                                                                      |                                                                        |
| 17-11-1999                                                             | Kiev                                                                   | Ucraina                                                                | 1 – 1                                                                  | Slovenia                                                               | Qual. Euro 2000                                                        | 1                                                                      |                                                                        |
| 26-4-2000                                                              | Sofia                                                                  | Bulgaria                                                               | 0 – 1                                                                  | Ucraina                                                                | Amichevole                                                             | -                                                                      | 46’                                                                    |
| 31-5-2000                                                              | Londra                                                                 | Inghilterra                                                            | 2 – 0                                                                  | Ucraina                                                                | Amichevole                                                             | -                                                                      |                                                                        |
| 2-9-2000                                                               | Kiev                                                                   | Ucraina                                                                | 1 – 3                                                                  | Polonia                                                                | Qual. Mondiali 2002                                                    | -                                                                      |                                                                        |
| 7-10-2000                                                              | Erevan                                                                 | Armenia                                                                | 2 – 3                                                                  | Ucraina                                                                | Qual. Mondiali 2002                                                    | -                                                                      |                                                                        |
| 11-10-2000                                                             | Oslo                                                                   | Norvegia                                                               | 0 – 1                                                                  | Ucraina                                                                | Qual. Mondiali 2002                                                    | -                                                                      |                                                                        |
| 24-3-2001                                                              | Kiev                                                                   | Ucraina                                                                | 0 – 0                                                                  | Bielorussia                                                            | Qual. Mondiali 2002                                                    | -                                                                      | 87’                                                                    |
| 28-3-2001                                                              | Cardiff                                                                | Galles                                                                 | 1 – 1                                                                  | Ucraina                                                                | Qual. Mondiali 2002                                                    | -                                                                      | 46’                                                                    |
| 2-6-2001                                                               | Kiev                                                                   | Ucraina                                                                | 0 – 0                                                                  | Norvegia                                                               | Qual. Mondiali 2002                                                    | -                                                                      | 46’                                                                    |
| 6-6-2001                                                               | Kiev                                                                   | Ucraina                                                                | 1 – 1                                                                  | Galles                                                                 | Qual. Mondiali 2002                                                    | -                                                                      |                                                                        |
| 1-9-2001                                                               | Minsk                                                                  | Bielorussia                                                            | 0 – 2                                                                  | Ucraina                                                                | Qual. Mondiali 2002                                                    | -                                                                      |                                                                        |
| 5-9-2001                                                               | Leopoli                                                                | Ucraina                                                                | 3 – 0                                                                  | Armenia                                                                | Qual. Mondiali 2002                                                    | -                                                                      | 73’                                                                    |
| 10-11-2001                                                             | Kiev                                                                   | Ucraina                                                                | 1 – 1                                                                  | Germania                                                               | Qual. Mondiali 2002                                                    | -                                                                      | 55’                                                                    |
| 14-11-2001                                                             | Dortmund                                                               | Germania                                                               | 4 – 1                                                                  | Ucraina                                                                | Qual. Mondiali 2002                                                    | -                                                                      | 70’                                                                    |
| 27-3-2002                                                              | Constanța                                                              | Romania                                                                | 4 – 1                                                                  | Ucraina                                                                | Amichevole                                                             | -                                                                      | 63’                                                                    |
| 17-4-2002                                                              | Kiev                                                                   | Ucraina                                                                | 2 – 1                                                                  | Georgia                                                                | Amichevole                                                             | 1                                                                      | 64’                                                                    |
| 17-5-2002                                                              | Mosca                                                                  | Ucraina                                                                | 2 – 0                                                                  | Jugoslavia                                                             | Amichevole                                                             | -                                                                      | 82’                                                                    |
| 19-5-2002                                                              | Mosca                                                                  | Ucraina                                                                | 0 – 2                                                                  | Bielorussia                                                            | Amichevole                                                             | -                                                                      | 55’                                                                    |
| 21-8-2002                                                              | Kiev                                                                   | Ucraina                                                                | 0 – 1                                                                  | Iran                                                                   | Amichevole                                                             | -                                                                      | cap. 56’                                                               |
| 12-10-2002                                                             | Kiev                                                                   | Ucraina                                                                | 2 – 0                                                                  | Grecia                                                                 | Qual. Euro 2004                                                        | -                                                                      | 71’                                                                    |
| 16-10-2002                                                             | Belfast                                                                | Irlanda del Nord                                                       | 0 – 0                                                                  | Ucraina                                                                | Qual. Euro 2004                                                        | -                                                                      | 54’                                                                    |
| 12-2-2003                                                              | Smirne                                                                 | Turchia                                                                | 0 – 0                                                                  | Ucraina                                                                | Amichevole                                                             | -                                                                      |                                                                        |
| 30-4-2003                                                              | Copenaghen                                                             | Danimarca                                                              | 1 – 0                                                                  | Ucraina                                                                | Amichevole                                                             | -                                                                      |                                                                        |
| 7-6-2003                                                               | Leopoli                                                                | Ucraina                                                                | 4 – 3                                                                  | Armenia                                                                | Qual. Euro 2004                                                        | -                                                                      | 17’ 81’                                                                |
| 11-6-2003                                                              | Atene                                                                  | Grecia                                                                 | 1 – 0                                                                  | Ucraina                                                                | Qual. Euro 2004                                                        | -                                                                      | 61’                                                                    |
| 20-8-2003                                                              | Donec'k                                                                | Ucraina                                                                | 0 – 2                                                                  | Romania                                                                | Amichevole                                                             | -                                                                      | 46’                                                                    |
| 6-9-2003                                                               | Donec'k                                                                | Ucraina                                                                | 0 – 0                                                                  | Irlanda del Nord                                                       | Qual. Euro 2004                                                        | -                                                                      | 74’                                                                    |
| 11-10-2003                                                             | Kiev                                                                   | Ucraina                                                                | 0 – 0                                                                  | Macedonia                                                              | Amichevole                                                             | -                                                                      | 67’                                                                    |
| 18-2-2004                                                              | Tripoli                                                                | Libia                                                                  | 1 – 1                                                                  | Ucraina                                                                | Amichevole                                                             | -                                                                      | 62’                                                                    |
| 31-3-2004                                                              | Skopje                                                                 | Macedonia                                                              | 1 – 0                                                                  | Ucraina                                                                | Amichevole                                                             | -                                                                      | 46’ 80’                                                                |
| 28-4-2004                                                              | Kiev                                                                   | Ucraina                                                                | 1 – 1                                                                  | Slovacchia                                                             | Amichevole                                                             | -                                                                      | 38’                                                                    |
| 6-6-2004                                                               | Saint-Denis                                                            | Francia                                                                | 1 – 0                                                                  | Ucraina                                                                | Amichevole                                                             | -                                                                      | 61’                                                                    |
| 15-8-2005                                                              | Kiev                                                                   | Ucraina                                                                | 0 – 0 dts (3 – 5 dtr)                                                  | Israele                                                                | Lobanovsky International Tournament 2005                               | -                                                                      | 56’                                                                    |
| 17-8-2005                                                              | Kiev                                                                   | Ucraina                                                                | 2 – 1                                                                  | Serbia e Montenegro                                                    | Lobanovsky International Tournament 2005                               | 1                                                                      | 60’                                                                    |
| 3-9-2005                                                               | Tbilisi                                                                | Georgia                                                                | 1 – 1                                                                  | Ucraina                                                                | Qual. Mondiali 2006                                                    | -                                                                      | 68’                                                                    |
| 28-2-2006                                                              | Baku                                                                   | Azerbaigian                                                            | 0 – 0                                                                  | Ucraina                                                                | Amichevole                                                             | -                                                                      | 46’                                                                    |
| 8-6-2006                                                               | Lussemburgo                                                            | Lussemburgo                                                            | 0 – 3                                                                  | Ucraina                                                                | Amichevole                                                             | -                                                                      | 58’                                                                    |
| 14-6-2006                                                              | Lipsia                                                                 | Ucraina                                                                | 0 – 4                                                                  | Spagna                                                                 | Mondiali 2006 - 1º turno                                               | -                                                                      | 64’                                                                    |
| 19-6-2006                                                              | Amburgo                                                                | Arabia Saudita                                                         | 0 – 4                                                                  | Ucraina                                                                | Mondiali 2006 - 1º turno                                               | 1                                                                      | 71’                                                                    |
| 23-6-2006                                                              | Berlino                                                                | Tunisia                                                                | 0 – 1                                                                  | Ucraina                                                                | Mondiali 2006 - 1º turno                                               | -                                                                      | 55’                                                                    |
| 26-6-2006                                                              | Colonia                                                                | Svizzera                                                               | 0 – 0 dts (0 – 3 dtr)                                                  | Ucraina                                                                | Mondiali 2006 - Ottavi di finale                                       | -                                                                      | 94’                                                                    |
| 6-9-2006                                                               | Kiev                                                                   | Ucraina                                                                | 3 – 2                                                                  | Georgia                                                                | Qual. Euro 2008                                                        | -                                                                      | 56’                                                                    |
| Totale                                                                 |                                                                        | Presenze (10º posto)                                                   | 75                                                                     |                                                                        | Reti (5º posto)                                                        | 15                                                                     |                                                                        |

### Statistiche da allenatore
Statistiche aggiornate al 7 giugno 2023. In grassetto le competizioni vinte.
| Stagione           | Squadra            | Campionato         | Campionato | Campionato | Campionato | Campionato | Coppe nazionali | Coppe nazionali | Coppe nazionali | Coppe nazionali | Coppe nazionali | Coppe continentali | Coppe continentali | Coppe continentali | Coppe continentali | Coppe continentali | Altre coppe | Altre coppe | Altre coppe | Altre coppe | Altre coppe | Totale | Totale | Totale | Totale | % Vittorie | Piazzamento |
| Stagione           | Squadra            | Comp               | G          | V          | N          | P          | Comp            | G               | V               | N               | P               | Comp               | G                  | V                  | N                  | P                  | Comp        | G           | V           | N           | P           | G      | V      | N      | P      | %          | Piazzamento |
| ------------------ | ------------------ | ------------------ | ---------- | ---------- | ---------- | ---------- | --------------- | --------------- | --------------- | --------------- | --------------- | ------------------ | ------------------ | ------------------ | ------------------ | ------------------ | ----------- | ----------- | ----------- | ----------- | ----------- | ------ | ------ | ------ | ------ | ---------- | ----------- |
| apr.-giu. 2014     | Dinamo Kiev        | PL                 | 5          | 3          | 1          | 1          | KU              | 2               | 2               | 0               | 0               |                    |                    |                    |                    |                    |             |             |             |             |             | 7      | 5      | 1      | 1      | 71,43      | Sub. 4°     |
| 2014-2015          | Dinamo Kiev        | PL                 | 26         | 20         | 6          | 0          | KU              | 8               | 6               | 2               | 0               | UEL                | 12                 | 7                  | 1                  | 4                  | SU          | 1           | 0           | 1           | 0           | 47     | 33     | 10     | 4      | 70,21      | 1°          |
| 2015-2016          | Dinamo Kiev        | PL                 | 26         | 23         | 1          | 2          | KU              | 5               | 3               | 1               | 1               | UCL                | 8                  | 3                  | 3                  | 2                  | SU          | 1           | 0           | 0           | 1           | 40     | 29     | 5      | 6      | 72,50      | 1°          |
| 2016-2017          | Dinamo Kiev        | PL                 | 32         | 21         | 4          | 7          | KU              | 4               | 3               | 0               | 1               | UCL                | 6                  | 1                  | 2                  | 3                  | SU          | 1           | 0           | 1           | 0           | 43     | 25     | 7      | 11     | 58,14      | 2°          |
| Totale Dinamo Kiev | Totale Dinamo Kiev | Totale Dinamo Kiev | 89         | 67         | 12         | 10         |                 | 19              | 14              | 3               | 2               |                    | 26                 | 11                 | 6                  | 9                  |             | 3           | 0           | 2           | 1           | 137    | 92     | 23     | 22     | 67,15      |             |
| 2017-apr. 2018     | Al-Ahli            | SPL                | 26         | 16         | 7          | 3          | KC+CdP          | 4+0             | 2+0             | 1+0             | 1+0             | ACL+ACL            | 2+6                | 4                  | 1+2                | 1+0                |             |             |             |             |             | 38     | 22     | 11     | 5      | 57,89      | Eson.       |
| ago. 2018-2019     | Ferencváros        | NB1                | 28         | 19         | 4          | 5          | MK              | 7               | 4               | 1               | 2               | -                  | -                  | -                  | -                  | -                  | -           | -           | -           | -           | -           | 35     | 23     | 5      | 7      | 65,71      | Sub., 1°    |
| 2019-2020          | Ferencváros        | NB1                | 33         | 23         | 7          | 3          | MK              | 3               | 2               | 0               | 1               | UCL+UEL            | 6+8                | 3+2                | 2+5                | 1+1                | -           | -           | -           | -           | -           | 50     | 30     | 14     | 6      | 60,00      | 1°          |
| 2020-2021          | Ferencváros        | NB1                | 33         | 23         | 9          | 1          | MK              | 4               | 3               | 0               | 1               | UCL                | 11                 | 3                  | 3                  | 5                  | -           | -           | -           | -           | -           | 48     | 29     | 12     | 7      | 60,42      | 1°          |
| Totale Ferencvaros | Totale Ferencvaros | Totale Ferencvaros | 94         | 65         | 20         | 9          |                 | 14              | 9               | 1               | 4               |                    | 25                 | 8                  | 10                 | 7                  |             | -           | -           | -           | -           | 133    | 82     | 31     | 20     | 61,65      |             |
| 2021-2022          | Al-Ain             | UAEL               | 26         | 20         | 5          | 1          | CdL             | 7               | 2               | 4               | 1               | -                  | -                  | -                  | -                  | -                  | -           | -           | -           | -           | -           | 33     | 22     | 9      | 2      | 66,67      | 1°          |
| 2022-2023          | Al-Ain             | UAEL               | 26         | 16         | 6          | 4          | CdL             | 5               | 1               | 2               | 2               | -                  | -                  | -                  | -                  | -                  | UAES        | 1           | 0           | 0           | 1           | 31     | 17     | 8      | 6      | 54,84      | 2°          |
| Totale Al Ain      | Totale Al Ain      | Totale Al Ain      | 52         | 36         | 11         | 5          |                 | 12              | 3               | 6               | 3               |                    | -                  | -                  | -                  | -                  |             | 1           | 0           | 0           | 1           | 65     | 39     | 17     | 9      | 60,00      |             |
| Totale carriera    | Totale carriera    | Totale carriera    | 261        | 184        | 50         | 27         |                 | 49              | 28              | 11              | 10              |                    | 59                 | 23                 | 19                 | 17                 |             | 4           | 0           | 2           | 2           | 373    | 235    | 82     | 56     | 63,00      |             |

#### Nazionale
Statistiche aggiornate al 10 giugno 2025.
| Squadra | Naz                | dal           | al       | Record | Record | Record | Record     | Record | Record | Record | Record |
| G       | V                  | N             | P        | GF     | GS     | DR     | % Vittorie |        |        |        |        |
| ------- | ------------------ | ------------- | -------- | ------ | ------ | ------ | ---------- | ------ | ------ | ------ | ------ |
| Ucraina | Ucraina (bandiera) | 7 giugno 2023 | in corso | 26     | 12     | 7      | 7          | 40     | 37     | +3     | 46,15  |

#### Nazionale nel dettaglio
| 2023           | Ucraina        | Qual. Europeo 2024            | Subentrato, 3° nel Gruppo C, qualificato dopo i play-off | 7  | 4  | 2 | 1 | 57,14   | 11 | 8  | +3 |
| 2024           | Ucraina        | Qual. Europeo 2024            | Subentrato, 3° nel Gruppo C, qualificato dopo i play-off | 2  | 2  | 0 | 0 | 100,00& | 4  | 2  | +2 |
| Giu.-lug. 2024 | Ucraina        | Europeo 2024                  | 4° nel Gruppo E                                          | 3  | 1  | 1 | 1 | 33,33   | 2  | 4  | -2 |
| 2024           | Ucraina        | UEFA Nations League 2024-2025 | 2° nel Gruppo 1 della Lega B                             | 6  | 2  | 2 | 2 | 33,33   | 8  | 8  | 0  |
| 2025           | Ucraina        | UEFA Nations League 2024-2025 | 2° nel Gruppo 1 della Lega B                             | 2  | 1  | 0 | 1 | 50,00   | 3  | 4  | -1 |
| Dal 2023       | Ucraina        | Amichevoli                    |                                                          | 6  | 2  | 2 | 2 | 33,33   | 12 | 11 | +1 |
| Totale Ucraina | Totale Ucraina | Totale Ucraina                | Totale Ucraina                                           | 26 | 12 | 7 | 7 | 46,15   | 40 | 37 | +3 |

#### Panchine da commissario tecnico della nazionale ucraina
| Cronologia completa delle presenze e delle reti in nazionale ― Ucraina | Cronologia completa delle presenze e delle reti in nazionale ― Ucraina | Cronologia completa delle presenze e delle reti in nazionale ― Ucraina | Cronologia completa delle presenze e delle reti in nazionale ― Ucraina | Cronologia completa delle presenze e delle reti in nazionale ― Ucraina | Cronologia completa delle presenze e delle reti in nazionale ― Ucraina | Cronologia completa delle presenze e delle reti in nazionale ― Ucraina | Cronologia completa delle presenze e delle reti in nazionale ― Ucraina |
| Data                                                                   | Città                                                                  | In casa                                                                | Risultato                                                              | Ospiti                                                                 | Competizione                                                           | Reti                                                                   | Note                                                                   |
| ---------------------------------------------------------------------- | ---------------------------------------------------------------------- | ---------------------------------------------------------------------- | ---------------------------------------------------------------------- | ---------------------------------------------------------------------- | ---------------------------------------------------------------------- | ---------------------------------------------------------------------- | ---------------------------------------------------------------------- |
| 12-6-2023                                                              | Brema                                                                  | Germania                                                               | 3 – 3                                                                  | Ucraina                                                                | Amichevole                                                             | 2 Viktor Tsygankov autorete                                            | Cap: A. Jarmolenko                                                     |
| 16-6-2023                                                              | Skopje                                                                 | Macedonia del Nord                                                     | 2 – 3                                                                  | Ucraina                                                                | Qual. Euro 2024                                                        | Illja Zabarnyj Juchym Konoplja Viktor Tsygankov                        | Cap: A. Jarmolenko                                                     |
| 19-6-2023                                                              | Trnava                                                                 | Ucraina                                                                | 1 – 0                                                                  | Malta                                                                  | Qual. Euro 2024                                                        | Viktor Tsygankov (rig.)                                                | Cap: A. Jarmolenko                                                     |
| 9-9-2023                                                               | Breslavia                                                              | Ucraina                                                                | 1 – 1                                                                  | Inghilterra                                                            | Qual. Euro 2024                                                        | Oleksandr Zinčenko                                                     | Cap: T. Stepanenko                                                     |
| 12-9-2023                                                              | Milano                                                                 | Italia                                                                 | 2 – 1                                                                  | Ucraina                                                                | Qual. Euro 2024                                                        | Andrij Jarmolenko                                                      | Cap: A. Jarmolenko                                                     |
| 14-10-2023                                                             | Praga                                                                  | Ucraina                                                                | 2 – 0                                                                  | Macedonia del Nord                                                     | Qual. Euro 2024                                                        | Heorhij Sudakov Oleksandr Karavajev                                    | Cap: T. Stepanenko                                                     |
| 17-10-2023                                                             | Ta' Qali                                                               | Malta                                                                  | 1 – 3                                                                  | Ucraina                                                                | Qual. Euro 2024                                                        | autorete Artem Dovbyk (rig.) Mychajlo Mudryk                           | Cap: O. Zinčenko                                                       |
| 20-11-2023                                                             | Leverkusen                                                             | Ucraina                                                                | 0 – 0                                                                  | Italia                                                                 | Qual. Euro 2024                                                        | -                                                                      | Cap: O. Zinčenko                                                       |
| 21-3-2024                                                              | Zenica                                                                 | Bosnia ed Erzegovina                                                   | 1 – 2                                                                  | Ucraina                                                                | Qual. Euro 2024                                                        | Roman Yaremchuk Artem Dovbyk                                           | Cap: O. Zinčenko                                                       |
| 26-3-2024                                                              | Breslavia                                                              | Ucraina                                                                | 2 – 1                                                                  | Islanda                                                                | Qual. Euro 2024                                                        | Viktor Tsygankov Mychajlo Mudryk                                       | Cap: M. Matvijenko                                                     |
| 3-6-2024                                                               | Norimberga                                                             | Germania                                                               | 0 – 0                                                                  | Ucraina                                                                | Amichevole                                                             | -                                                                      | Cap: T. Stepanenko                                                     |
| 7-6-2024                                                               | Varsavia                                                               | Polonia                                                                | 3 – 1                                                                  | Ucraina                                                                | Amichevole                                                             | Artem Dovbyk                                                           | Cap: A. Jarmolenko                                                     |
| 11-6-2024                                                              | Chișinău                                                               | Moldavia                                                               | 0 – 4                                                                  | Ucraina                                                                | Amichevole                                                             | Roman Yaremchuk Viktor Tsygankov Artem Dovbyk Heorhij Sudakov          | Cap: T. Stepanenko                                                     |
| 17-6-2024                                                              | Monaco di Baviera                                                      | Romania                                                                | 3 – 0                                                                  | Ucraina                                                                | Euro 2024 - 1º turno                                                   | -                                                                      | Cap: T. Stepanenko                                                     |
| 21-6-2024                                                              | Düsseldorf                                                             | Slovacchia                                                             | 1 – 2                                                                  | Ucraina                                                                | Euro 2024 - 1º turno                                                   | Mykola Šaparenko Roman Yaremchuk                                       | Cap: A. Jarmolenko                                                     |
| 26-6-2024                                                              | Stoccarda                                                              | Ucraina                                                                | 0 – 0                                                                  | Belgio                                                                 | Euro 2024 - 1º turno                                                   | -                                                                      | Cap: M. Matvijenko                                                     |
| 7-9-2024                                                               | Praga                                                                  | Ucraina                                                                | 1 – 2                                                                  | Albania                                                                | UEFA Nations League 2024-2025 - Lega B                                 | Juchym Konoplja                                                        | Cap: M. Matvijenko                                                     |
| 10-9-2024                                                              | Praga                                                                  | Rep. Ceca                                                              | 3 – 2                                                                  | Ucraina                                                                | UEFA Nations League 2024-2025 - Lega B                                 | Vladyslav Vanat Heorhij Sudakov                                        | Cap: A. Jarmolenko                                                     |
| 11-10-2024                                                             | Poznań                                                                 | Ucraina                                                                | 1 – 0                                                                  | Georgia                                                                | UEFA Nations League 2024-2025 - Lega B                                 | Mychajlo Mudryk                                                        | Cap: M. Matvijenko                                                     |
| 14-10-2024                                                             | Breslavia                                                              | Ucraina                                                                | 1 – 1                                                                  | Rep. Ceca                                                              | UEFA Nations League 2024-2025 - Lega B                                 | Artem Dovbyk (rig.)                                                    | Cap: T. Stepanenko                                                     |
| 16-11-2024                                                             | Batumi                                                                 | Georgia                                                                | 1 – 1                                                                  | Ucraina                                                                | UEFA Nations League 2024-2025 - Lega B                                 | autorete                                                               | Cap: M. Matvijenko                                                     |
| 19-11-2024                                                             | Tirana                                                                 | Albania                                                                | 1 – 2                                                                  | Ucraina                                                                | UEFA Nations League 2024-2025 - Lega B                                 | Oleksandr Zinčenko Roman Yaremchuk                                     | Cap: M. Matvijenko                                                     |
| 20-3-2025                                                              | Murcia                                                                 | Ucraina                                                                | 3 – 1                                                                  | Belgio                                                                 | UEFA Nations League 2024-2025 - Lega B (Spareggi)                      | Oleksij Huculjak Vladyslav Vanat Illja Zabarnyj                        | Cap: M. Matvijenko                                                     |
| 23-3-2025                                                              | Genk                                                                   | Belgio                                                                 | 3 – 0                                                                  | Ucraina                                                                | UEFA Nations League 2024-2025 - Lega B (Spareggi)                      | -                                                                      | Cap: M. Matvijenko                                                     |
| 7-6-2025                                                               | Toronto                                                                | Canada                                                                 | 4 – 2                                                                  | Ucraina                                                                | Amichevole                                                             | Illja Zabarnyj Oleksandr Zinčenko (rig.)                               | Cap: M. Matvijenko                                                     |
| 10-6-2025                                                              | Toronto                                                                | Nuova Zelanda                                                          | 1 – 2                                                                  | Ucraina                                                                | Amichevole                                                             | Oleksij Huculjak Oleksandr Zinčenko                                    | Cap: I. Zabarnyj                                                       |
| Totale                                                                 |                                                                        | Presenze                                                               | 26                                                                     |                                                                        | Reti                                                                   | 40                                                                     |                                                                        |

## Palmarès

### Giocatore

#### Club
- Campionato ucraino: 9

Dynamo Kyïv: 1992-1993, 1993-1994, 1994-1995, 1995-1996, 1996-1997, 1997-1998, 1998-1999, 1999-2000, 2006-2007
- Coppa d'Ucraina: 7

Dynamo Kyïv: 1992-1993, 1995-1996, 1997-1998, 1998-1999, 1999-2000, 2005-2006, 2006-2007
- Supercoppa d'Ucraina: 2

Dynamo Kyïv: 2006, 2007
- Campionato turco: 1

Fenerbahçe: 2003-2004
- Campionato russo: 2

Rubin Kazan': 2008, 2009

#### Individuale
- Calciatore ucraino dell'anno: 2

1996, 1998
- Miglior giocatore del campionato ucraino: 3

1996, 1998, 1999
- Capocannoniere del campionato ucraino: 1

1997-1998

### Allenatore

#### Club
- Campionato ucraino: 2

Dynamo Kyïv: 2014-2015, 2015-2016
- Coppa d'Ucraina: 2

Dynamo Kyïv: 2013-2014, 2014-2015
- Supercoppa d'Ucraina: 1

Dynamo Kyïv: 2016
- Campionato ungherese: 3

Ferencváros: 2018-2019, 2019-2020, 2020-2021
- Campionato emiratino: 1

Al Ain: 2021-2022
- Coppa di Lega (Emirati Arabi Uniti): 1

Al Ain: 2021-2022

## Fuori dal campo
Rebrov è un radioamatore autorizzato e un contester molto attivo con i seguenti nominativi: UT5UDX (Ucraina), M0SDX (Inghilterra), TA2ZF (Turchia) e UT0U (nominativo da contest ucraino). Il nominativo più recente è 5B4AMM (Cipro) e P3X (nominativo da contest cipriota).